# Сото
Сото (на японски: 曹洞宗, Сото, на китайски: 曹洞宗, Цаодун-цзун) е най-голямата днес дзен школа в Япония, една от двете водещи школи наред с Риндзай. Школата възниква в резултат на разпространението на едноименната китайска школа Цаодун-цзун

## История
Сото се появява в Япония не много след школата риндзай. Тя е пренесена на японските острови от монаха Доген през XIII век. Оттогава сото получава разпространие сред провинциалните управници и обикновени хора, докато риндзай е главна цел на знатното и военното съсловие (самураи).
Днес сото е широко разпространен в Северна Америка и Западна Европа. Главната отличителна черта на Сото спрямо Риндзай е използването на дзадзен като главна практика за постигане на сатори, за разлика от Риндзай, където главната практика са така наречените коани.